# Норденшёльд-Ланд
Норденшёльд-Ланд (норв. Nordenskiöld Land nasjonalpark) — норвежский национальный парк, территориально располагающийся на острове Западный Шпицберген, входящий в архипелаг Шпицберген. Создан в 2003 году. Площадь парка включает в себя 1207 км² суши и 155 км² морской поверхности.